# Думбрава (Итешти)
Думбрава (рум. Dumbrava) насеље је у Румунији у округу Бакау у општини Итешти. Oпштина се налази на надморској висини од 196 m.

## Становништво
Према подацима из 2011. године у насељу је живело 215 становника.